# Menhir du Pas-Dieu
Le menhir du Pas-Dieu est une pierre à légende située à Sognes dans le département français de l'Yonne, sur la commune de Perceneige, à la limite de la commune de Saint-Maurice-aux-Riches-Hommes et du département voisin de l'Aube, en France

## Historique
M. Goberot, instituteur à Sognes en 1882, est le premier à mentionner la pierre comme étant un « menhir ». La pierre a ainsi été classée au titre des monuments historiques en 1889. La pierre a été déplacée en 1975 par le propriétaire du champ où elle se trouvait mais il fut condamné à la faire remettre à sa place initiale.

## Description
La pierre est un bloc de grès de 2 m de long couché au sol. Il a été surmonté d'une croix vers 1840. La pierre est située à proximité immédiate du point de rencontre entre les finages des anciennes paroisses de Sognes, Saint-Maurice-aux-Riches-Hommes et Trancault. Le caractère mégalithique de la pierre est très incertain et dans la légende qui lui est associée la pierre est déjà couchée au sol.

## Folklore
Selon la légende rapportée par l'instituteur Goberot, Satan avait défié Dieu de sauter depuis la forêt ou ils se trouvaient jusqu'à la montagne voisine. Dieu gagna le défi et atterrit sur la pierre qui aurait alors conservée l'empreinte de ses pieds.